# Irina Embrich
Irina Embrich (Tallinn, 12 de juliol de 1980) és una esportista estoniana que competeix en esgrima, especialista en la modalitat d'espasa.
Va participar en dos Jocs Olímpics d'Estiu, i hi va obtenir una medalla d'or a Tòquio 2020, en la prova per equips (juntament amb Julia Beljajeva, Erika Kirpu i Katrina Lehis), i el quart lloc a Rio de Janeiro 2016, en la mateixa prova.
En els Jocs Europeus de Bakú 2015 va obtenir una medalla de plata en la prova per equips.
Va guanyar cinc medalles en el Campionat del Món d'esgrima entre els anys 2002 i 2017, i set medalles en el Campionat d'Europa d'esgrima entre els anys 2003 i 2018.

## Palmarès internacional
| Jocs Olímpics      | Jocs Olímpics             | Jocs Olímpics | Jocs Olímpics     |
| Any                | Lloc                      | Medalla       | Prova             |
| ------------------ | ------------------------- | ------------- | ----------------- |
| 2020               | Tòquio ( Japó)            | 1             | Espasa per equips |
| Campionat del món  |                           |               |                   |
| Any                | Lloc                      | Medalla       | Prova             |
| 2002               | Lisboa ( Portugal)        | 2             | Espasa per equips |
| 2006               | Torí ( Itàlia)            | 2             | Espasa individual |
| 2007               | Sant Petersburg ( Rússia) | 3             | Espasa individual |
| 2014               | Kazan ( Rússia)           | 2             | Espasa per equips |
| 2017               | Leipzig ( Alemanya)       | 1             | Espasa per equips |
| Jocs Europeus      |                           |               |                   |
| Any                | Lloc                      | Medalla       | Prova             |
| 2015               | Bakú ( Azerbaidjan)       | 2             | Espasa per equips |
| Campionat d'Europa |                           |               |                   |
| Any                | Lloc                      | Medalla       | Prova             |
| 2003               | Bourges ( França)         | 2             | Espasa per equips |
| 2007               | Gant ( Bèlgica)           | 3             | Espasa individual |
| 2012               | Legnano ( Itàlia)         | 3             | Espasa per equips |
| 2013               | Zagreb ( Croàcia)         | 1             | Espasa per equips |
| 2015               | Montreux ( Suïssa)        | 2             | Espasa per equips |
| 2016               | Toruń ( Polònia)          | 1             | Espasa per equips |
| 2018               | Novi Sad ( Sèrbia)        | 3             | Espasa per equips |